# Salāmeh-ye Vosţá
Salāmeh-ye Vosţá (persiska: سلامه وسطی, Salāmeh-ye Vostá) är en ort i Iran.   Den ligger i provinsen Khuzestan, i den centrala delen av landet, 600 km söder om huvudstaden Teheran. Salāmeh-ye Vosţá ligger 99 meter över havet och antalet invånare är 228.
Terrängen runt Salāmeh-ye Vosţá är platt åt sydväst, men åt nordost är den kuperad. Runt Salāmeh-ye Vosţá är det ganska tätbefolkat, med 62 invånare per kvadratkilometer. Närmaste större samhälle är Longīr-e Vosţá, 3,7 km nordväst om Salāmeh-ye Vosţá. Trakten runt Salāmeh-ye Vosţá är ofruktbar med lite eller ingen växtlighet.